# Когуашвили, Гоги Мурманович
Гоги (Георгий) Мурманович Когуашвили (род. 8 февраля 1974, Кутаиси) — советский и российский борец греко-римского стиля грузинского происхождения. Пятикратный чемпион мира и бронзовый призёр Олимпиады-1992. Участник четырёх Олимпиад. Ныне главный тренер сборной России по греко-римской борьбе.

## Биография
Родился в Кутаиси. Борьбой начал заниматься со 2-го класса школы, когда его пригласил в борцовскую секцию детский тренер Виталий Алавидзе.
В 16 лет выиграл чемпионаты СССР и Европы среди юношей. В 1987 году завоевал золотую медаль на юниорском чемпионате Европы в 1987 году в польском городе Катовице в весе до 88 кг, а также стал чемпионом СССР среди юниоров.
В 1990 году переезжает из Кутаиси в Москву, где его тренером становится Виктор Мамиашвили.
В 1991 году победил на Кубке мира в Греции. Впоследствии ещё дважды принимал участие в Кубках мира: в 1992 (победа) и 2003 (бронза) гг.
На Олимпиаду в Барселону ехал за золотом, однако проиграл в первой же схватке со счетом 1:2 турку Хакки Басару, которого ранее неоднократно побеждал. Тем не менее Когуашвили собрался на оставшиеся поединки в подгруппе и сумел их выиграть. Но поскольку турок не проиграл ни одной схватки, Когуашвили мог бороться только за бронзу. В схватке за 3-е место одолел шведа Микаэля Линдберга и стал бронзовым призёром Олимпиады-1992.
Пятикратный чемпион мира, впервые завоевал это звание в 1993 году в Стокгольме. Четырёхкратный чемпион Европы.